# 金正恩清洗并处决的官员列表
本条目列出2011年12月金正恩继位后遭清洗和处决的官员。

## 2012年
- 金哲﹕被处决前一直担任朝鲜人民军武裝副部長；一位匿名的韩国消息人士称他被炮决[1]。
- 李英浩﹕朝鲜人民军总参谋长，直到传出免职和处决消息为止[2]。
- 李光君﹕朝鲜中央银行行长，直到传出免职和处决消息为止[2]。

## 2013年
- 张成泽﹕金正恩的叔叔兼朝鲜国防委员会副委员长，2013年被处决[3][4]。
- 李龍河﹕朝鲜劳动党行政部第一副部长，是张成泽的下属[5]。
- 张秀吉﹕在被捕和被处决之前是劳动党中央行政部副部長[5]。

## 2014年
- 吳尚勛﹕社会安全省副相，据信在2014年的整肃中被处死。据韩国报纸《朝鮮日報》援引消息人士称，吴尚勋因被认为是张成泽的支持者而被火焰喷射器烧死[6][7]。
- 朴春红﹕朝鲜劳动党中央行政部副部長，后被清洗[8]。
- 全永镇﹕朝鲜驻古巴大使，2013年12月被免职。有韩国媒体称他已被处死[9][10]。

## 2015年
- 崔英健﹕在2015年被处决之前一直担朝鲜建設建材工業相副相一职[11]。
- 玄永哲﹕曾任朝鲜劳动党中央政治局候补委员、朝鲜人民武力部部长（国防部长），朝鲜人民军总参谋长，军事称号（军衔）为人民军次帅。

## 2021年
- 李勇浩：有传闻指其于2021年夏季因朝鲜驻英副大使脱北被执行死刑。据信另有五名外交官员遭到牵连[12][13]。